# Jesse Borrego
Jesse Borrego est un acteur américain né le 1er août 1962 à San Antonio au Texas.

## Filmographie

### Cinéma
- 1989 : New York Stories : Reuben Toro
- 1993 : Les Princes de la ville : Cruz
- 1993 : Mi vida loca : El Duran
- 1994 : I Like It Like That : Alexis
- 1994 : Bienvenido-Welcome : Dario Jijio
- 1996 : Follow Me Home : Tudee
- 1996 : Pain Flower : Gus
- 1996 : Lone Star : Danny
- 1997 : Retroactive : Jesse
- 1997 : Les Ailes de l'enfer : Fancisco Cindino
- 1997 : The Maker : Felice A. Beato
- 1998 : Bubba and Ike : Matador
- 1998 : Veteranos : Santo
- 1998 : LiteWeight : Sammy
- 2000 : A Lowrider Spring Break En San Quilmas : Sonny Gutierrez
- 2001 : Come and Take It Day : Jesse
- 2003 : Scooby-Doo et le Monstre du Mexique : Luis Otero, un musicien et un touriste suspicieux
- 2005 : Le Nouveau Monde : Pepaschicher
- 2008 : The Bookie : Jesus
- 2009 : La Mission : Rene
- 2010 : Dream Healing : Marco
- 2011 : Colombiana : Fabio
- 2013 : Line of Duty : M. Ramirez
- 2013 : Go for Sisters : Juan Calles
- 2016 : Gino's Wife : Agent Montoya
- 2016 : Dead Awake : Dr Hassan Davies
- 2017 : Closer to Bottom : Tomas
- 2018 : Colossal Youth : M. De La Vega
- 2019 : Phoenix, Oregon : Carlos
- 2019 : The Margarita Men : Jimmy Martinez
- 2019 : Teenage Girl: Valerie's Holiday : Joe
- 2020 : Limbo

### Télévision
- 1984-1987 : Fame : Jesse V. Valesquez et Eddie Cartucci (71 épisodes)
- 1987 : The Bronx Zoo : Julio Gaspare (1 épisode)
- 1988-1989 : Deux Flics à Miami : Octacio Esandero et Enrique Lorca-Mendez (2 épisodes)
- 1989 : Mariés, deux enfants : Bruno (1 épisode)
- 1990 : Jack Killian, l'homme au micro : Kid Salinas et Carlos Mendez (2 épisodes)
- 1991 : Under Cover (1 épisode)
- 1991 : China Beach : Hector (1 épisode)
- 1991 : Before the Storm
- 1997 : Chicago Hope : La Vie à tout prix : Michael Watters (1 épisode)
- 1997 : Happily Ever After : Tanatiuh le fier (1 épisode)
- 1997-2008 : Urgences : Javier et le patient séropositif (4 épisodes)
- 1998 : Les Prédateurs : Jess (1 épisode)
- 1999 : Le Damné : Paco Gomez (1 épisode)
- 1999 : Les Sept Mercenaires : Don Paulo Monterro (1 épisode)
- 2001 : Les Anges du bonheur : Tommy Hernandez (1 épisode)
- 2002 : Quoi d'neuf Scooby-Doo ? : Luis Cepeda (1 épisode)
- 2003-2004 : 24 Heures chrono : Gael Ortega (14 épisodes)
- 2005 : N.I.H. : alertes médicales : Antonio Baracas (2 épisodes)
- 2006 : Les Experts : Miami : Nicolas Suero (1 épisode)
- 2007 : Les Experts : Felix Rodriguez (1 épisode)
- 2008 : Dexter : George King (6 épisodes)
- 2011 : Chaos : Ernesto Salazar (1 épisode)
- 2013 : Burn Notice : Nando (1 épisode)
- 2014 : Une nuit en enfer : le portier du TT (2 épisodes)
- 2015 : American Crime : Oscar (5 épisodes)
- 2017 : Fear the Walking Dead : Efrain Morales (5 épisodes)